# Scrittura mongola
La scrittura mongola (in mongolo: ᠮᠣᠩᠭᠣᠯ
ᠪᠢᠴᠢᠭ᠌, cirillico: Монгол бичиг, Mongol bičig), o scrittura mongola Hudum (per comparazione con la scrittura mongola Todo), fu uno dei primi sistemi di scrittura mongoli creati per la lingua mongola e fu quella di maggior successo fino all'introduzione del cirillico in Mongolia nel 1946.
Con alcune piccole modifiche, la classica scrittura verticale è usata nella Mongolia Interna per scrivere sia in mongolo che in lingua evenchi.
La scrittura mongola verticale fu sviluppata come adattamento della scrittura uigura.
Fu introdotta dallo scriba uiguro Tatar-Tonga, che fu catturato dai mongoli durante la guerra contro i Naiman intorno al 1204.

## Esempio
| Manoscritto | Tipo | Traslitterazione (prima parola)                                                                                        |
|             |      | \| \| \| \| \| v \| \| \| i \| \| \| k \| \| \| i \| \| \| p \| \| \| e \| \| \| d \| \| \| i \| \| \| y \| \| \| a \| |
|             |      | |
|             | v    | |
|             | i    | |
|             | k    | |
|             | i    | |
|             | p    | |
|             | e    | |
|             | d    | |
|             | i    | |
|             | y    | |
|             | a    | |

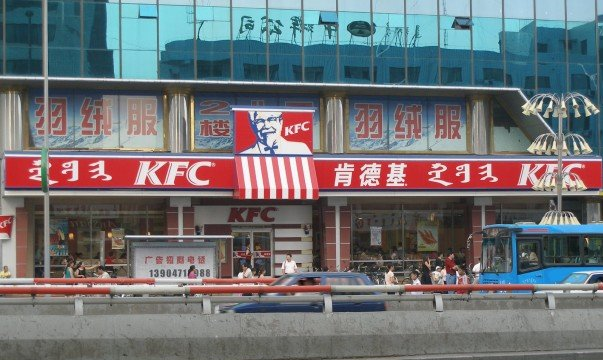
Un centro KFC a Hohhot, con scrittura sia in mongolo che in cinese

La parola mongolo nella scrittura mongola

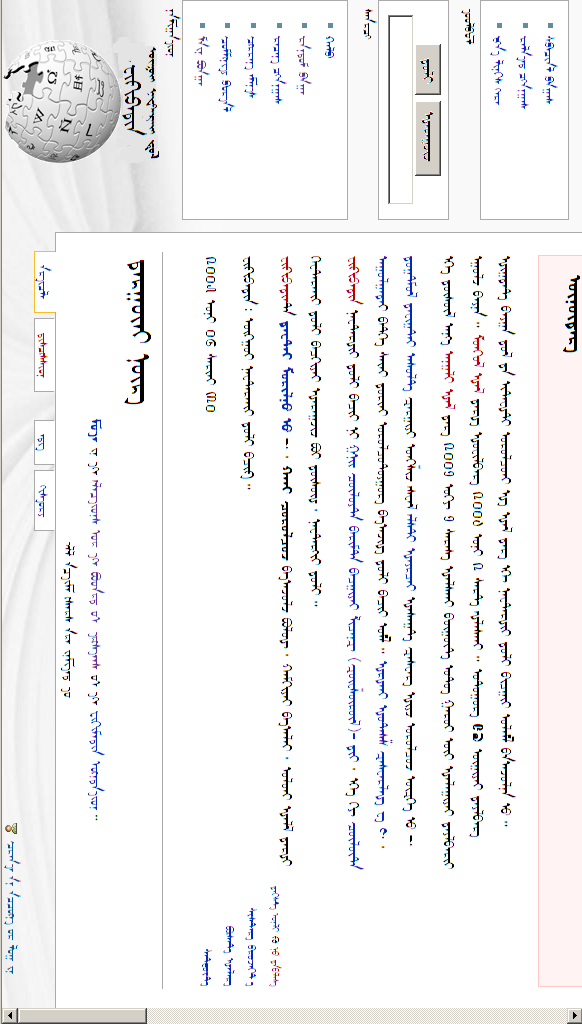
Wikipedia in mongolo tradizionale

- traslitterazione: Vikipediya čilügetü nebterkei toli bičig bolai.
- Cirillico: Википедиа Чөлөөт Нэвтэрхий Толь Бичиг Болой.
- Trascrizione ufficiale dal cirillico: Vikipedia čölööt nėvtėrchij tol' bičig boloj.
- Traduzione: Wikipedia è una enciclopedia libera[1].

## Lettere
| Traslitterazione | Traslitterazione | IPA           | IPA        | Contesti | Contesti | Contesti | Lettere |
| Latino           | Cirillico        | Mongolo       | Chakhar    | Finale   | Media    | Iniziale | Lettere |
| ---------------- | ---------------- | ------------- | ---------- | -------- | -------- | -------- | ------- |
| a                | а                | /a/           | /ɑ/        | ᠊ᠠ       | ᠊ᠠ᠊      | ᠠ᠊       | ᠠ       |
| b                | б                | /p/ e /w/     | /b/        | ᠊ᠪ       | ᠊ᠪ᠊      | ᠪ᠊       | ᠪ       |
| d                | д                | /t/ e /tʰ/    | /d/        | ᠊ᠳ       | ᠊ᠳ᠊      | ᠳ᠊       | ᠳ       |
| ǰ                | ж                | /d͡ʒ/ e d͡z     | /d͡ʒ/       | ᠊ᠵ       | ᠊ᠵ᠊      | ᠵ᠊       | ᠵ       |
| e                | э                | /ə/           | /ə/        | ᠊ᠡ       | ᠊ᠡ᠊      | ᠡ᠊       | ᠡ       |
| γ                | г                | /ɢ/           | /ɣ/        | ᠊ᠭ       | ᠊ᠭ᠊      | ᠭ᠊       | ᠭ       |
| i                | и                | /i/           | /i/ or /ɪ/ | ᠊ᠢ       | ᠊ᠢ᠊      | ᠢ᠊       | ᠢ       |
| y                | й                | /j/           | /j/        | ᠊ᠶ       | ᠊ᠶ᠊      | ᠶ᠊       | ᠶ       |
| l                | л                | /ɮ/           | /l/        | ᠊ᠯ       | ᠊ᠯ᠊      | ᠯ᠊       | ᠯ       |
| m                | м                | /m/           | /m/        | ᠊ᠮ       | ᠊ᠮ᠊      | ᠮ᠊       | ᠮ       |
| n                | н                | /n/           | /n/        | ᠊ᠨ       | ᠊ᠨ᠊      | ᠨ᠊       | ᠨ       |
| ng               | нг               | /ŋ/           | /ŋ/        | ᠊ᠩ       | ᠊ᠩ᠊      | ᠩ᠊       | ᠩ       |
| ö                | ө                | /ɵ/           | /o/        | ᠊ᠥ       | ᠊ᠥ᠊      | ᠥ᠊       | ᠥ       |
| o                | о                | /ɔ/           | /ɔ/        | ᠊ᠣ       | ᠊ᠣ᠊      | ᠣ᠊       | ᠣ       |
| p                | п                | /pʰ/          | /p/        | ᠊ᠫ       | ᠊ᠫ᠊      | ᠫ᠊       | ᠫ       |
| r                | р                | /r/           | /r/        | ᠊ᠷ       | ᠊ᠷ᠊      | ᠷ᠊       | ᠷ       |
| s                | с                | /s/ o /ʃ/     | /s/ o /ʃ/  | ᠊ᠰ       | ᠊ᠰ᠊      | ᠰ᠊       | ᠰ       |
| š                | ш                | /ʃ/           | /ʃ/        | ᠊ᠱ       | ᠊ᠱ᠊      | ᠱ᠊       | ᠱ       |
| t                | т                | /t/           | /t/        | ᠊ᠲ       | ᠊ᠲ᠊      | ᠲ᠊       | ᠲ       |
| č                | ч                | /t͡ʃʰ/ e /t͡sʰ/ | /t͡ʃ/       | ᠊ᠴ       | ᠊ᠴ᠊      | ᠴ᠊       | ᠴ       |
| ü                | ү                | /u/           | /u/        | ᠊ᠦ       | ᠊ᠦ᠊      | ᠦ᠊       | ᠦ       |
| u                | у                | /ʊ/           | /ʊ/        | ᠊ᠤ       | ‍᠊ᠤ᠊       | ᠤ᠊       | ᠤ       |
| q                | х                | /x/           | /x/        | ᠊ᠬ       | ᠊ᠬ᠊      | ᠬ᠊       | ᠬ       |

Nel 1587, il traduttore e studioso Ayuush Güüsh (Аюуш гүүш) creò l'alfabeto Galik (Али-гали Ali-gali), ispirato dal terzo Dalai Lama, Sonam Gyatso. Principalmente ha aggiunto caratteri extra per la trascrizione di termini tibetani e sanscriti durante la traduzione di testi religiosi, e in seguito anche dal cinese. Alcuni di questi caratteri sono ancora in uso oggi per scrivere nomi stranieri (come elencato di seguito).
| Traslitterazione | Traslitterazione | Traslitterazione | Traslitterazione | IPA      | Contesti | Contesti | Contesti | Isolate |
| Latino           | Cirillico        | Sanscrito        | Tibetano         | IPA      | Finale   | Media    | Iniziale | Isolate |
| ---------------- | ---------------- | ---------------- | ---------------- | -------- | -------- | -------- | -------- | ------- |
| ē                | е                |                  |                  | /e/      | ᠊ᠧ       | ᠊ᠧ᠊      | ᠧ᠊       | ᠧ       |
| w                | в                |                  | ཝ                | /w/      | ᠊ᠸ       | ᠊ᠸ᠊      | ᠸ᠊       | ᠸ       |
| f                | ф                |                  | ཕ                | /f/      | ᠊ᠹ       | ᠊ᠹ᠊      | ᠹ᠊       | ᠹ       |
| g                | к                | ग                | ག                | /k/      | ᠊ᠺ       | ᠊ᠺ᠊      | ᠺ᠊       | ᠺ       |
| kh               | к                | ख                | ཁ                | /kʰ/     | ᠊ᠻ       | ᠊ᠻ᠊      | ᠻ᠊       | ᠻ       |
| c                | ц                | छ                | ཚ                | /t͡s/     | ᠊ᠼ       | ᠊ᠼ᠊      | ᠼ᠊       | ᠼ       |
| z                | з                | ज                | ཛ                | /d͡z/     | ᠊ᠽ       | ᠊ᠽ᠊      | ᠽ᠊       | ᠽ       |
| h                | х                | ह                | ཧ                | /h/      | ᠊ᠾ       | ᠊ᠾ᠊      | ᠾ᠊       | ᠾ       |
| ž                | ж                |                  | ཞ                | /ʐ/, /ɻ/ | ᠊ᠿ       | ᠊ᠿ᠊      | ᠿ᠊       | ᠿ       |
| lh               | лх               |                  | ལྷ                | /ɬ/      | ᠊ᡀ       | ᠊ᡀ᠊      | ᡀ᠊       | ᡀ       |
| zh               | з                |                  |                  | /d͡ʐ/     | ᠊ᡁ       | ᠊ᡁ᠊      | ᡁ᠊       | ᡁ       |
| ch               | ч                |                  |                  | /t͡ʂ/     | ᠊ᡂ       | ᠊ᡂ᠊      | ᡂ᠊       | ᡂ       |

## Corrispondenze fra scrittura e lingua mongola
Come si può notare dall'esempio nel paragrafo precedente, la traslitterazione della scrittura mongola presenta molte divergenze con la scrittura in cirillico della stessa frase. Questo deriva dal fatto che, mentre la scrittura cirillica (il cui alfabeto, pronuncia e ortografia sono stati adattati alle peculiarità della lingua mongola) corrisponde alla lingua parlata moderna, la scrittura tradizionale mongola si riferisce invece al mongolo antico, di cui segue l'ortografia, la morfologia e la grammatica, com'è possibile leggerla nella Storia segreta dei mongoli, redatta nel XIII secolo. Il verbo болой, per esempio, è una forma obsoleta del verbo болох (potere, diventare, essere) non più utilizzata correntemente; "čilügetü" è la forma antica della parola che con successivi mutamenti è oggigiorno diventata чөлөөт, pronunciata circa "ciulóót", e così via. Non sarebbe fuorviante affermare che con "scrittura mongola" in realtà si intende qualcosa di simile a quello che il latino è per l'italiano, anche in riferimento all'insegnamento a scuola, dove la scrittura mongola costituisce una materia a sé stante.
Nonostante queste discrepanze che ne rendono difficoltoso l'apprendimento e la pratica per un parlante moderno, in Mongolia meridionale (o interna) la scrittura tradizionale mongola è tuttora il sistema di scrittura utilizzato, favorita anche dal fatto che la variante del mongolo ivi parlata è più conservativa dello standard khalkh (халх) ufficiale dello Stato Mongolo.

## Scritture derivate
- Scrittura Galik
- Scrittura Clear
- Alfabeto Manchu
- Scrittura Vaghintara